# NHL 1961/1962
Sezóna 1961/1962 byla 45. sezonou NHL. Vítězem Stanley Cupu se stal tým Toronto Maple Leafs.

## Konečná tabulka základní části
| Tým                 | Z  | V  | P  | R  | B  | VG  | IG  |
| ------------------- | -- | -- | -- | -- | -- | --- | --- |
| Montreal Canadiens  | 70 | 42 | 14 | 14 | 98 | 259 | 166 |
| Toronto Maple Leafs | 70 | 37 | 22 | 11 | 85 | 232 | 180 |
| Chicago Black Hawks | 70 | 31 | 26 | 13 | 75 | 217 | 186 |
| New York Rangers    | 70 | 26 | 32 | 12 | 64 | 195 | 207 |
| Detroit Red Wings   | 70 | 23 | 33 | 14 | 60 | 184 | 219 |
| Boston Bruins       | 70 | 15 | 47 | 8  | 38 | 177 | 306 |

## Play off
|  | Semifinále | Semifinále          | Semifinále |  |  | Finále Stanley Cupu | Finále Stanley Cupu | Finále Stanley Cupu |
|  |            |                     |            |  |  |                     |                     |                     |
|  | 1          | Montreal Canadiens  | 2          |  |  |                     |                     |                     |
|  | 3          | Chicago Black Hawks | 4          |  |  |                     |                     |                     |
|  |            |                     |            |  |  | 3                   | Chicago Black Hawks | 2                   |
|  |            |                     |            |  |  | 2                   | Toronto Maple Leafs | 4                   |
|  | 2          | Toronto Maple Leafs | 4          |  |  |                     |                     |                     |
|  | 4          | New York Rangers    | 2          |  |  |                     |                     |                     |

## Ocenění
| Prince of Wales Trophy:       | Montreal Canadiens                 |
| Art Ross Trophy:              | Bobby Hull, Chicago Black Hawks    |
| Calder Memorial Trophy:       | Bobby Rousseau, Montreal Canadiens |
| Hart Memorial Trophy:         | Jacques Plante, Montreal Canadiens |
| James Norris Memorial Trophy: | Doug Harvey, New York Rangers      |
| Lady Byng Memorial Trophy:    | Dave Keon, Toronto Maple Leafs     |
| Vezina Trophy:                | Jacques Plante, Montreal Canadiens |